# QuickCheck
QuickCheck är ett verktyg för att med hjälp av upprepad slumpmässig testning, kontrollera att datorprogram skrivna i Haskell gör vad de är avsedda att göra. Verktyget skapades av John Hughes och Koen Claessen, båda aktiva på Chalmers tekniska högskola.